# Бор ет Бар
Бор ет Бар (фр. Bor-et-Bar) насеље је и општина у јужној Француској у региону Миди Пирене, у департману Аверон која припада префектури Вилфранш де Руерг.
По подацима из 2011. године у општини је живело 187 становника, а густина насељености је износила 14,47 становника/km². Општина се простире на површини од 12,92 km². Налази се на средњој надморској висини од 290 метара (максималној 528 m, а минималној 172 m).

## Демографија
| 1962. | 1968. | 1975. | 1982. | 1990. | 1999. | 2011. |
| ----- | ----- | ----- | ----- | ----- | ----- | ----- |
| 282   | 315   | 285   | 241   | 206   | 203   | 187   |

График промене броја становника у току последњих година